# Venedigergruppe
Venedigergruppe to podgrupa Wysokich Taurów, pasma górskiego w Alpach Wschodnich. Leży w północno-zachodniej części Taurów Wysokich, w większości na terytorium Austrii, w Tyrolu i Salzburgu. Mniejsza, południowo-zachodnia część należy do Włoch (Południowy Tyrol). Grossvenediger leżący w centrum grupy jest również jej najwyższym szczytem. 
Rejon ten obfituje w chaty i schroniska połączone ze sobą wieloma szlakami, co umożliwia długie wędrowanie między nimi bez potrzeby schodzenia w doliny. Z tego powodu i dzięki pięknym widokom rejon ten jest bardzo popularny turystycznie. Droga przez całą grupę i dalej w kierunku Grossglocknera nazywana jest "Trasą Hoch-Tirol". Stała się bardzo popularna i często porównywana jest do trasy Chamonix - Zermatt. 
W rejonie nie ma wyciągów i linowych kolejek narciarskich, ponieważ większość tych terenów objęta jest Parkiem Narodowym Wysokich Taurów. Dzięki temu można tu podziwiać góry w najczystszej postaci, w większym stopniu niż w pozostałych rejonach Austrii.
Najwyższe szczyty grupy:
| - Grossvenediger (3657 m), - Rainerhorn (3559 m), - Hohes Aderl (3506 m), - Schwarze Wand (3503 m), - Dreiherrnspitze (3499 m), - Rötspitze (3496 m), - Simonyspitze (3481 m), - Kleinvenediger (3468 m), - Hoher Zaun (3451 m), - Umbalköpfl (3426 m), - Daberspitze (3402 m), - Gubachspitze (3387 m), - Malhamspitze (3373 m), - Hoher Eichham (3371 m), - Großer Geiger (3360 m), - Großer Happ (3352 m), - Maurerkeeskopf (3325 m), | - Großer Hexenkopf (3314 m), - Kristallwand (3310 m), - Weißspitze (3300 m), - Keeskogel (3291 m), - Schlieferspitze (3290 m), - Seekopf (3282 m), - Quirl (3251 m), - Stein am Ferner (3246 m), - Mullwitzaderl (3244 m), - Hohe Fürleg (3243 m), - Steingrubenkogel (3231 m), - Althausschneide (3225 m), - Wunspitze (3217 m), - Säulkopf (3209 m), - Plattiger Habach (3207 m), - Kreuzspitze (3155 m). |  |